# أبريل غلاسبي
أبريل كاثرين غلاسبي (بالإنجليزية: April Catherine Glaspie)‏ (ولدت في 26 أبريل 1942) دبلوماسية أمريكية سابقة وعضوة بارزة في الخدمة الخارجية. اشتهرت بدورها في الأحداث المؤدية إلى حرب الخليج الثانية.

## النشأة
ولدت غلاسبي في فانكوفر بكولومبيا البريطانية وتخرجت من كلية ميلز في أوكلاند بكاليفورنيا في عام 1963 ومن مدرسة بول هـ. نيتز في الدراسات الدولية المتقدمة من جامعة جونز هوبكينز في عام 1965.
في عام 1966 دخلت غلاسبي الخدمة الخارجية للولايات المتحدة حيث أصبحت خبيرة في الشرق الأوسط. بعد تعيينات في الكويت وسوريا ومصر تم تعيين غلاسبي سفيرة في العراق في عام 1989. كانت أول امرأة تعين سفيرة لأمريكا في دولة عربية. كانت لها سمعة كمستعربة محترمة وكانت تعليماتها تنص على توسيع الاتصالات الثقافية والتجارية مع النظام العراقي.
في وقت لاحق تم نقل غلاسبي إلى بعثة الولايات المتحدة لدى الأمم المتحدة في مدينة نيويورك. ثم تم نقلها في وقت لاحق إلى جنوب أفريقيا كقنصل عام في كيب تاون. شغلت هذا المنصب حتى تقاعدها في عام 2002.

## الحياة المهنية

### سفيرة الولايات المتحدة لدى العراق

#### لقاءات مع صدام حسين
جاء تعيين غلاسبي سفيرة للولايات المتحدة في العراق بعد فترة حرب الخليج الأولى من 1980 إلى 1988 حيث قدمت خلالها الولايات المتحدة دعما سريا للعراق خلال حربها مع إيران.
عقدت غلاسبي أول لقاء لها مع الرئيس العراقي صدام حسين ونائب رئيس الوزراء طارق عزيز في 25 يوليو 1990. خصت غلاسبي في برقتها من 25 يوليو 1990 إلى وزارة الخارجية الاجتماع على النحو التالي:
تم نشر نصين على الأقل من الاجتماع. لم تؤكد وزارة الخارجية الأمريكية دقة هذه النصوص ولكن تم نشر برقية غلاسبي في المكتبة الرئاسية ومتحف جورج بوش الأب ووضعت على الإنترنت من قبل مؤسسة مارغريت ثاتشر.
في إحدى النسخ قالت غلاسبي:
في وقت لاحق نشر نص غلاسبي:
هناك نسخة أخرى من النص (التي نشرت في صحيفة نيويورك تايمز في 23 سبتمبر 1990) حيث قالت غلاسبي:
عندما نشرت هذه النصوص المزعومة علنا اتهمت غلاسبي بأنها حصلت على موافقة ضمنية على الغزو العراقي للكويت الذي وقع في 2 أغسطس 1990. قيل أن تصريحات غلاسبي ذكرت: «ليس لدينا أي رأي بشأن صراعاتك العربية العربية» و«إن قضية الكويت ليست مرتبطة بأمريكا» فسرها صدام على أنه يعطى حرية التصرف في نزاعاته مع الكويت كما يراه مناسبا. قيل أيضا أن صدام لن يغزو الكويت لو أنه أعطي تحذيرا صريحا بأن مثل هذا الغزو سيواجه بالقوة من قبل الولايات المتحدة. كتب الصحفي إدوارد مورتيمر في مجلة نيويورك ريفيو أوف بوكس في نوفمبر 1990:
في سبتمبر 1990 واجه صحافيون بريطانيون غلاسبي حول نص اجتماعها مع صدام حسين حيث أجابت عليه قائلا: "من الواضح أنني لم أفكر ولم يفعل أي شخص آخر في أن العراقيين كانوا سيحتلون كامل الكويت.
في أبريل 1991 أدلت غلاسبي بشهادتها أمام لجنة مجلس الشيوخ الأمريكي للعلاقات الخارجية. أضافت أنها «حذرت في 25 يوليو الرئيس العراقي صدام حسين من استخدام القوة لتسوية نزاعه مع الكويت». كما قالت أن صدام كذب عليها بإنكار أنه سيغزو الكويت. ردا على سؤال حول كيفية تفسير صدام لتعليقاتها على أنها تعني موافقة الولايات المتحدة على غزو الكويت ردت بقولها «إننا لم ندرك أن صدام كان غبي». في يوليو 1991 قال المتحدث باسم الخارجية الأمريكية ريتشارد باوتشر في مؤتمر صحفي:
البرقيات التي أرسلتها غلاسبي من العراق عن اجتماعها مع صدام لم تعد مصنفة. ذكرت برقية غلاسبي في اجتماعها مع صدام أن الرئيس جورج بوش الأب «أوعزها بتوسيع وتعميق علاقاتنا مع العراق». ذكرت البرقية أن صدام قدم بدوره بإرسال «تحيات حارة» إلى بوش وكان «مخلصا بالتأكيد» لعدم رغبته بالحرب.
غلاسبي نفسها لسنوات ظلت صامتة حول موضوع أفعالها في العراق. لكن في مارس 2008 أجرت مقابلة مع صحيفة الحياة اللبنانية. في المقابلة قالت أنها لا تأسف. قالت غلاسبي: «انتهى الأمر». «لا أحد يريد أن يلقي اللوم وأنا سعيدة جدا لأخذ اللوم وربما لم أكن قادرة على جعل صدام حسين نعتقد أننا سوف نفعل ما قلنا أننا سوف نفعل ولكن بكل أمانة لا أعتقد أن أي شخص بالعالم كان بإمكانه أن يقنعه».
أشارت غلاسبي في المقابلة إلى أن لقاءها مع صدام تمت مقاطعته عندما تلقى الرئيس العراقي اتصالا هاتفيا من الرئيس المصري حسني مبارك. أضافت أن صدام أكد لها أنه أكد لمبارك أنه سيحاول تسوية النزاع. برقيتها تدعم هذا ما حدث من الأحداث. إن النص العراقي الذي أعده سعدون الزبيدي مترجم اللغة الإنجليزية الرسمي لصدام يسجل أن صدام قال أن مبارك اتصل قبل أن يلتقي غلاسبي.

### وجهات النظر بأثر رجعي
في عام 2002 نشر تقرير واشنطن حول شؤون الشرق الأوسط تقريرا جديدا عن لقاء غلاسبي-صدام من قبل أندرو كيلغور السفير الأمريكي السابق في قطر. أوجز كيلغور الاجتماع على النحو التالي:
تراجعت مخاوف غلاسبي إلى حد كبير عندما قال لها صدام أن اجتماع العراق والكويت المرتقب في جدة كان بروتوكوليا تليه مناقشات موضوعية في بغداد.
النقاط المشار إليها في الفقرتين الثانية والثالثة لا تظهر في النصوص المزعومة لاجتماع غلاسبي مع صدام الذي أفرج عنه العراق والذي يستند إليه معظم الانتقادات اللاحقة لغلاسبي. إذا كان هناك نص كامل للاجتماع القائم أو إذا كانت وزارة الخارجية تلغي برقيات غلاسبي عن الاجتماع فقد يتم التوصل إلى تقييم مختلف عن أدائها.
قدم جيمس أكينز السفير الأمريكي لدى المملكة العربية السعودية آنذاك منظورا مختلفا إلى حد ما في المقابلة التي أجريت عام 2000 في برنامج تلفزيوني على قناة بي بي إس:
أشار جوزيف ويلسون نائب رئيس بعثة غلاسبي في بغداد إلى أن اجتماعها مع صدام حسين في مقابلة مع الديمقراطية الآن! في 14 مايو 2004: «لقد قال لي أحد المشاركين العراقيين في الاجتماع [...] صدام لم يسيء فهمه فلا يعتقد أنه كان يحصل على الضوء الأخضر أو الأصفر».
إن وجهات نظر ويلسون وآكينز حول هذه المسألة تتماشى مع وجهات نظر نائب رئيس الوزراء السابق طارق عزيز الذي قال في مقابلة مع فرونت لاين في عام 1996 أنه قبل غزو الكويت لم يكن لدى العراق أي أوهام حول التدخل العسكري الأمريكي. وبالمثل في مقابلة مع فرونت لاين عام 2000 أعلن عزيز: «لم تكن هناك إشارات مختلطة» وأوضح:
كينيث بولاك من مؤسسة بروكينغز كتب في صحيفة نيويورك تايمز في 21 فبراير 2003 أنه لا يتفق مع وجهات النظر (التي سبق ذكرها) من المراقبين مثل إدوارد مورتيمر:
كتب الأساتذة جون ميرشايمر وستيفن والت في طبعة يناير / فبراير 2003 من صحيفة فورين بوليسي أن صدام طلب معرفة ردة فعل الولايات المتحدة لغزو الكويت. إلى جانب تعليق غلاسبي التي قالت: «ليس لدى الولايات المتحدة أي رأي حول الصراعات العربية العربية مثل خلافاتك الحدودية مع الكويت» في وقت سابق أخبرت واشنطن صدام بأن واشنطن ليس لديها أي التزامات دفاعية أو أمنية خاصة تجاه الكويت«. ربما لم تكن الولايات المتحدة تعتزم إعطاء الضوء الأخضر للعراق ولكن هذا ما فعلته فعليا».